# Catàstrofe natural
|  | No s'ha de confondre amb desastre mediambiental. |

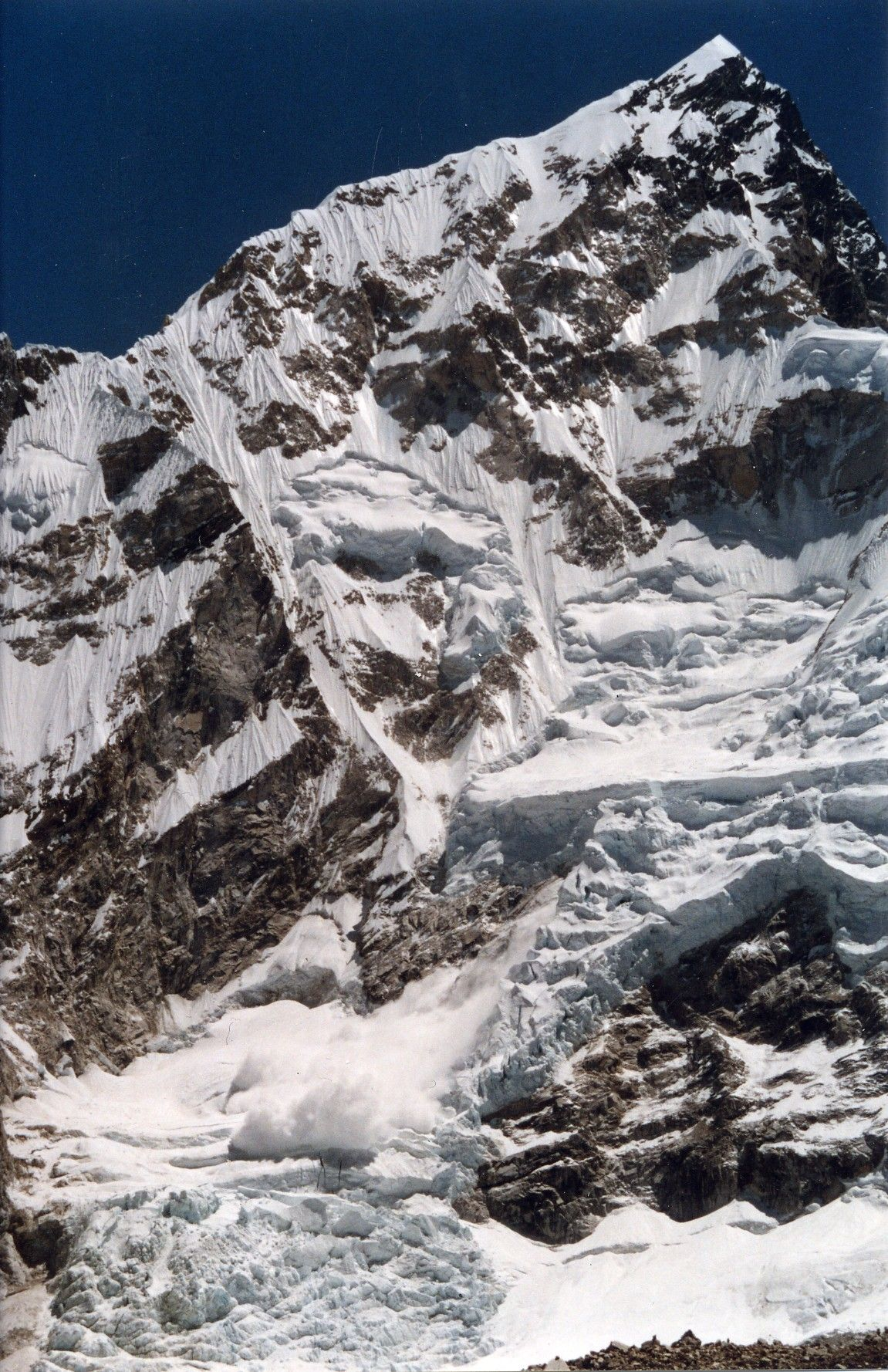
Allau

Un desastre, calamitat o catàstrofe natural és un esdeveniment produït per fenòmens d'elevada energia, propis de la dinàmica natural del planeta Terra, que produeixen una gran quantitat de danys materials i personals en una determinada àrea geogràfica i en un moment donat. Fa referència a enormes pèrdues humanes i materials ocasionades per esdeveniments o fenòmens com els terratrèmols, inundacions, esllavissades de terra, desforestació, contaminació ambiental i altres.
Fenòmens naturals, com la pluja o el vent, es converteixen en desastre natural quan superen un límit o llindar de normalitat, i són mesurats habitualment a través d'uns determinats paràmetres, que varien en funció del tipus de fenomen. Per exemple, existeix l'escala de Richter per als moviments sísmics o l'escala Saffir-Simpson per als huracans.
No obstant això, molts dels fenòmens que coneixem com a catàstrofes o desastres naturals són causats per l'acció humana, o bé les seves conseqüències s'agreugen a causa d'aquesta acció de l'ésser humà. Aquests fenòmens causats per les activitats humanes s'anomenen antròpics i en aquest grup s'inclouen els incendis forestals i els accidents industrials i tecnològics. Els danys provocats per un desastre natural es poden amplificar a causa d'una mala planificació dels assentaments humans, la manca o poca adequació de mesures de seguretat, de plans d'emergència i de sistemes d'alerta; aquests altres factors també intervenen d'una manera, a vegades, difícil d'avaluar.
Sense una bona planificació i organització institucional que es preocupi de reduir el risc col·lectiu de desastres, aquests poden desencadenar altres esdeveniments. Un exemple clàssic són els terratrèmols, que poden esfondrar edificis i altres tipus d'infraestructures, deixant atrapades a persones entre la runa i trencant canonades de gas que poden incendiar i cremar els ferits sota les ruïnes.

Tsunami de l'oceà Índic del 2004

L'activitat humana en àrees amb alta probabilitat de desastres naturals està classificada catalogada amb la denominació d'alt risc. Zones d'alt risc sense els recursos necessaris ni amb mesures apropiades per respondre al desastre natural o reduir els seus efectes negatius, es denominen zones d'alta vulnerabilitat.
Alguns dels principals instituts que especialitzats en catàstrofes naturals són l'International Institute for Applied Systems Analysis (IIASA) d'Àustria, el ProVention Consortium, l'Earth Institute de la Universitat de Colúmbia, el Centre Nacional de Prevenció de Desastres (CENAPRED) a Mèxic, i la Universitat de Kobe al Japó, així com organismes de l'ONU com el OCHA (Cooperació per Ajut Humanitari), l'ISDR (Estratègia Internacional per la Reducció de Desastres), així com oficines especials en el Banc Mundial, la CEPAL i el BID. El Dia Internacional per a la reducció dels desastres naturals és el 8 d'octubre.

## Tipus de desastres naturals

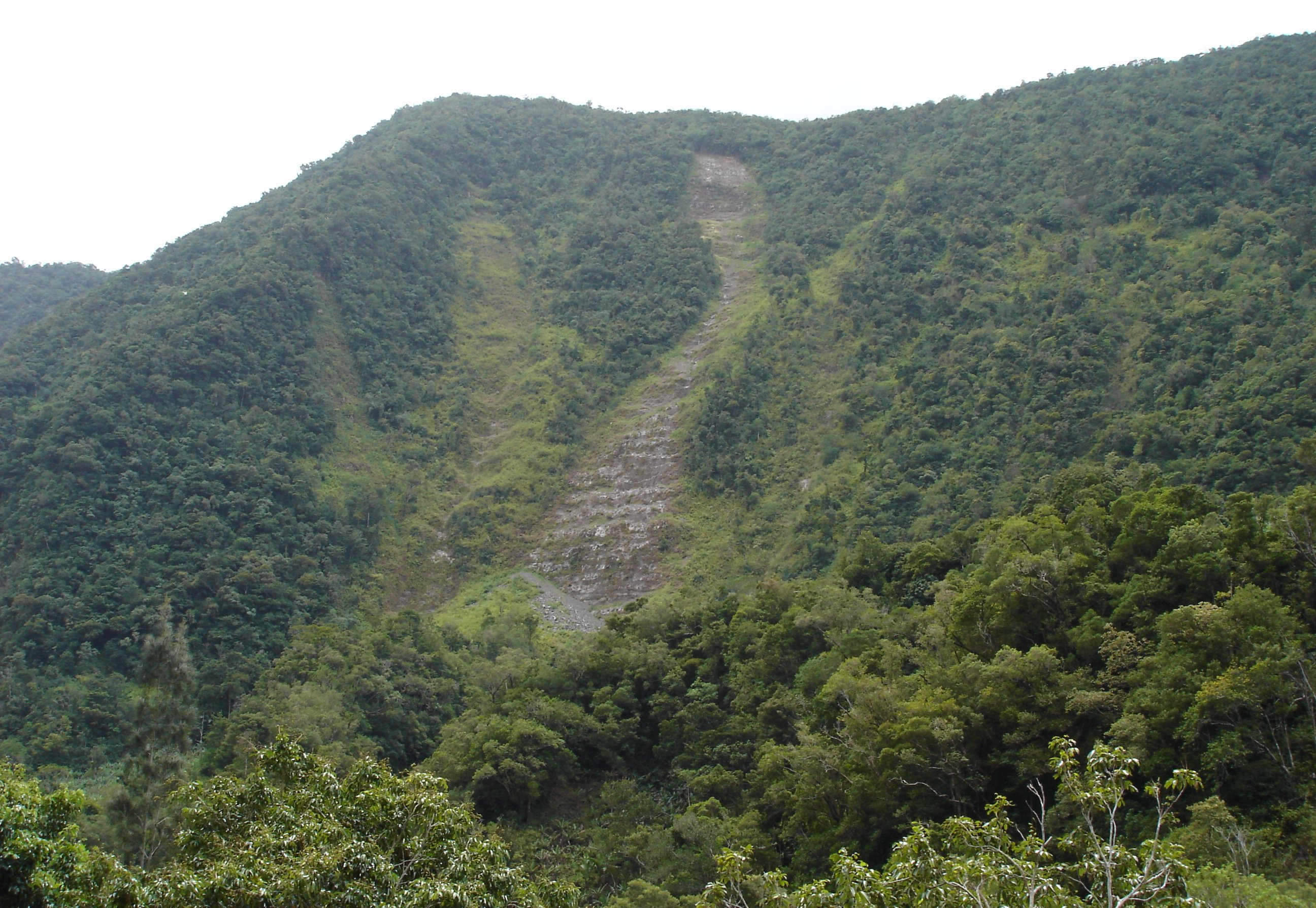
Esllavissada de terra

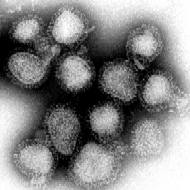
Virus de la grip

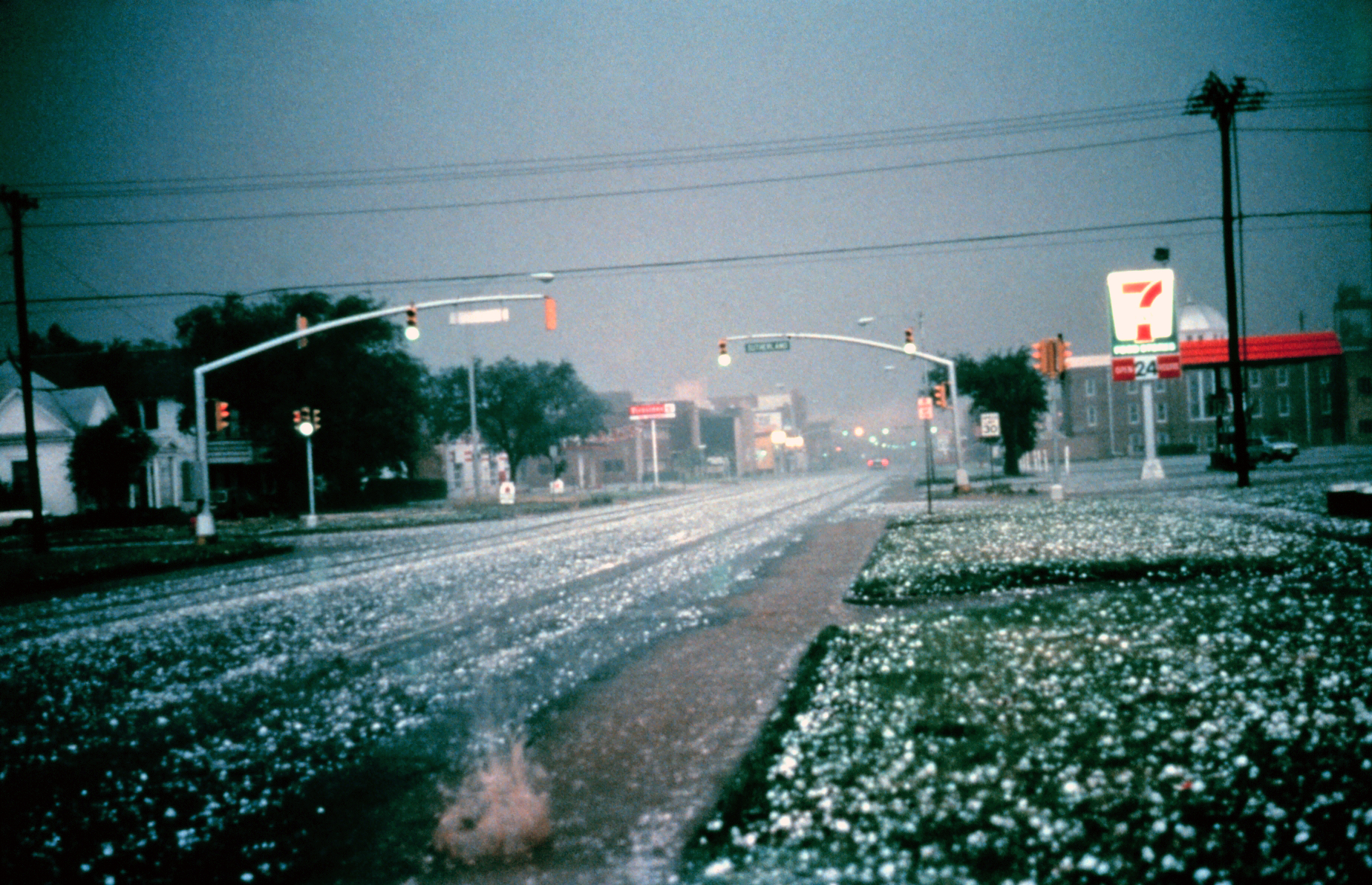
Tempesta de calamarsa

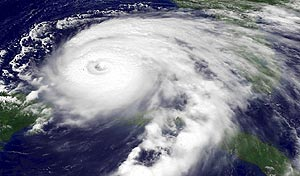
Huracà Ivan

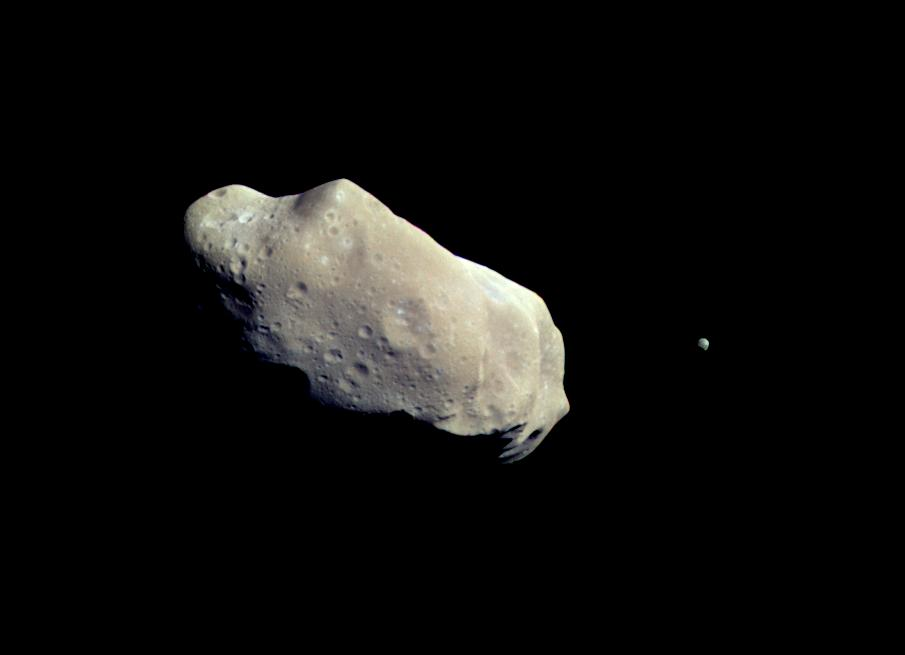
Asteroide 243 Ida

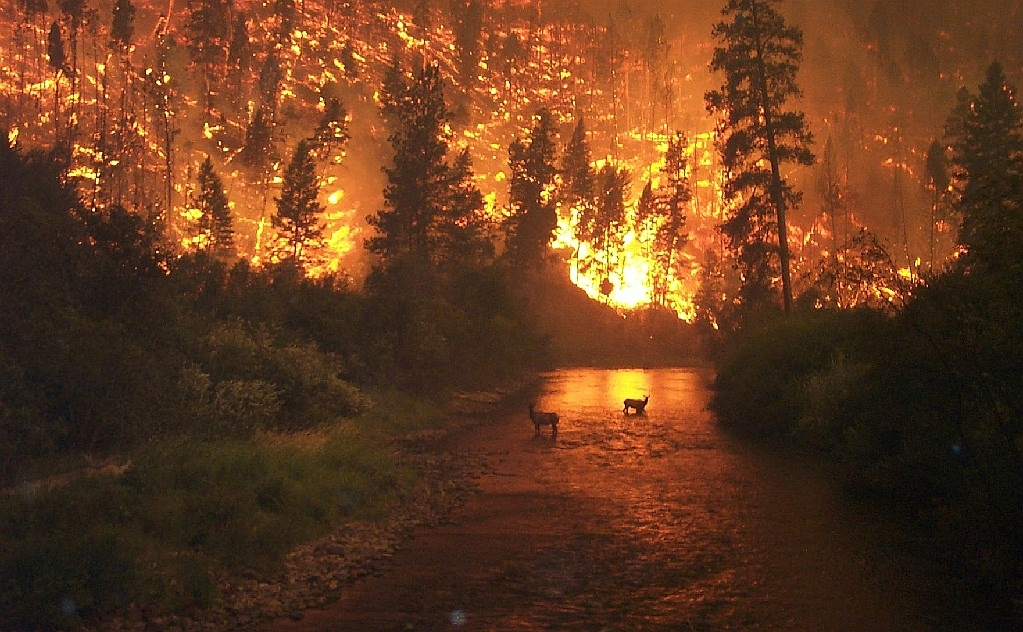
Incendi forestal

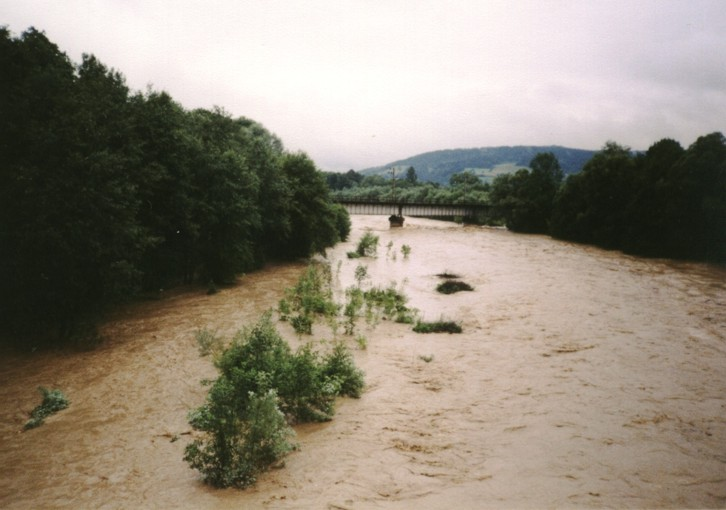
Desbordament del riu Skawa, a Polònia (2001)

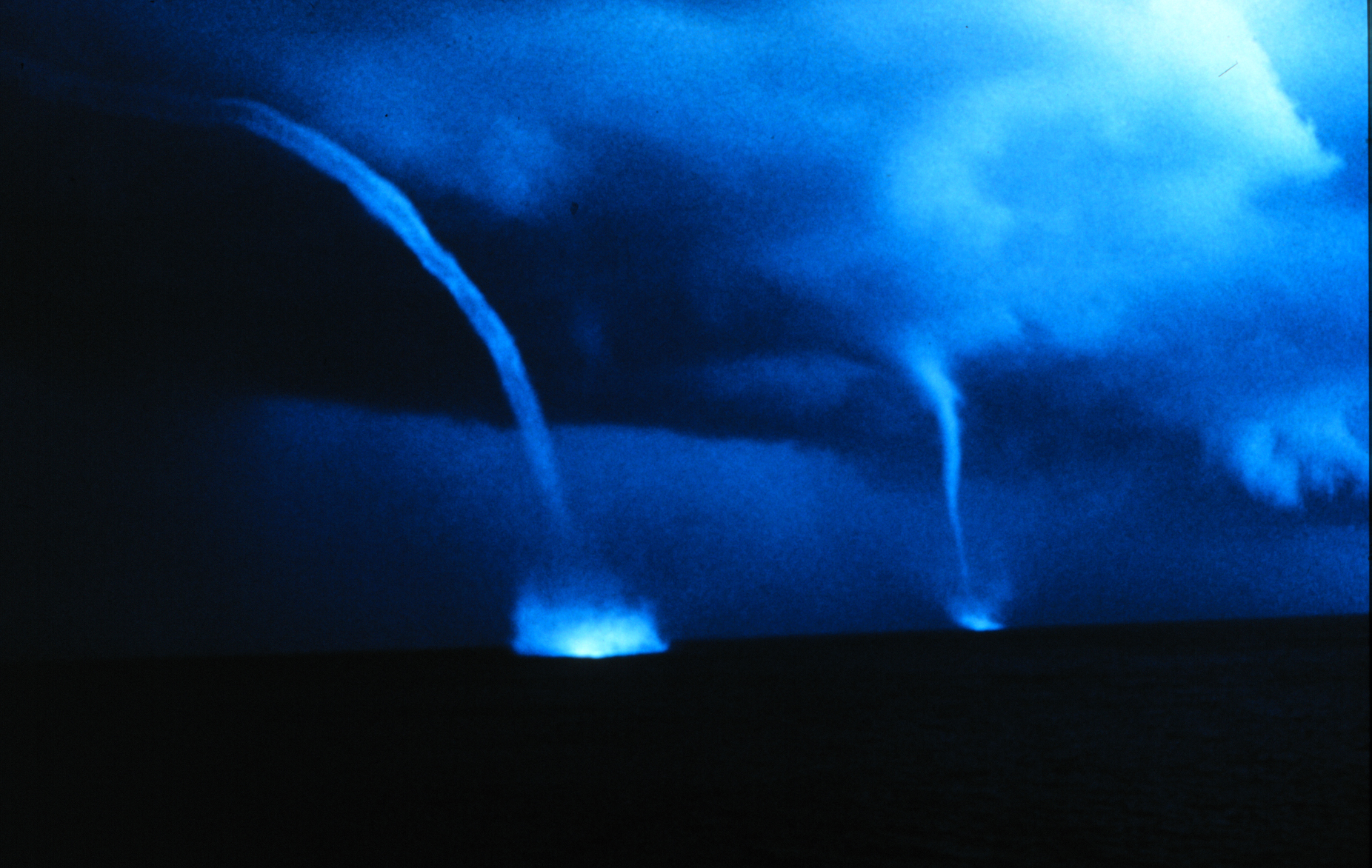
Mànega d'aigua prop de les Bahames

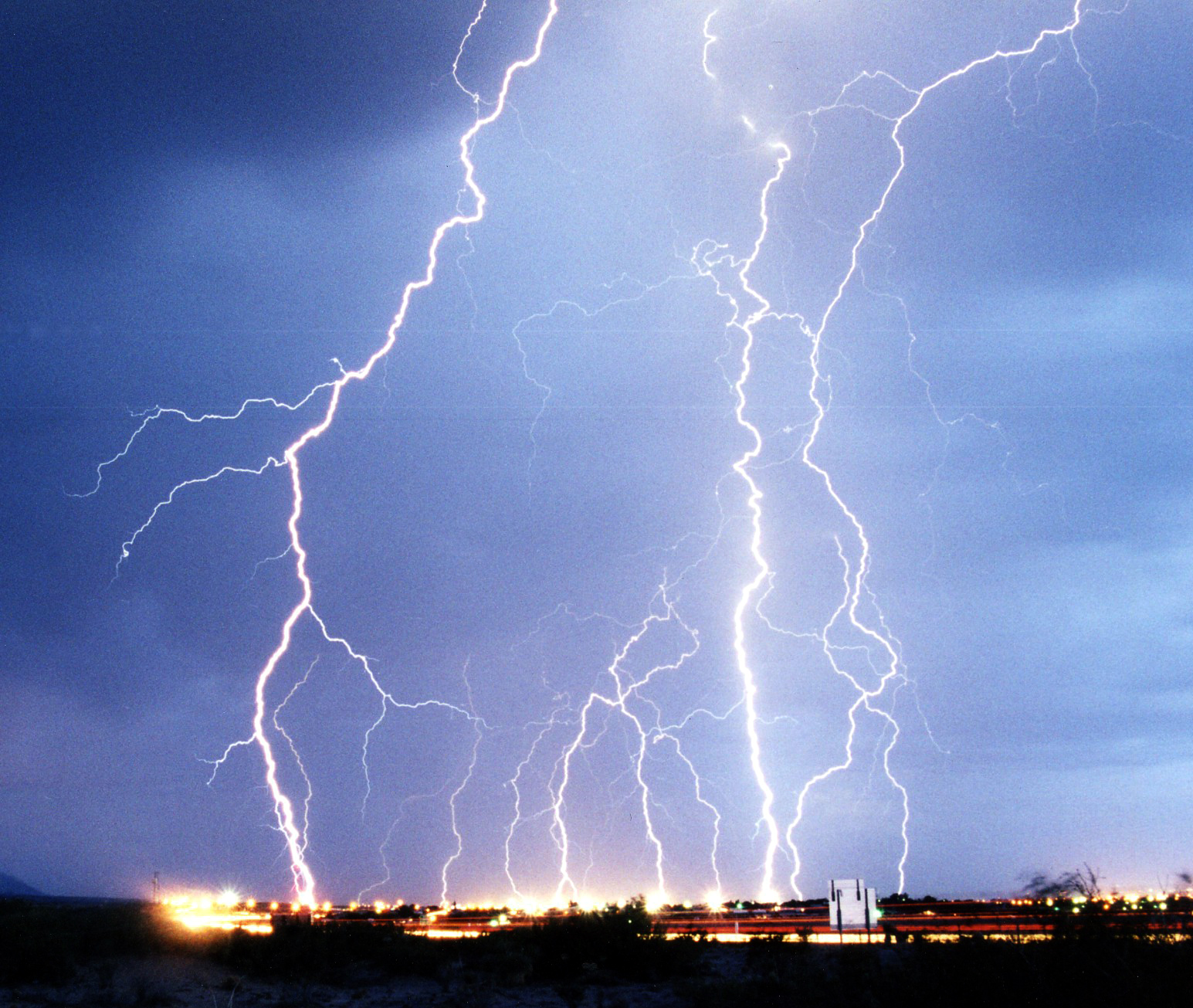
Tempesta elèctrica

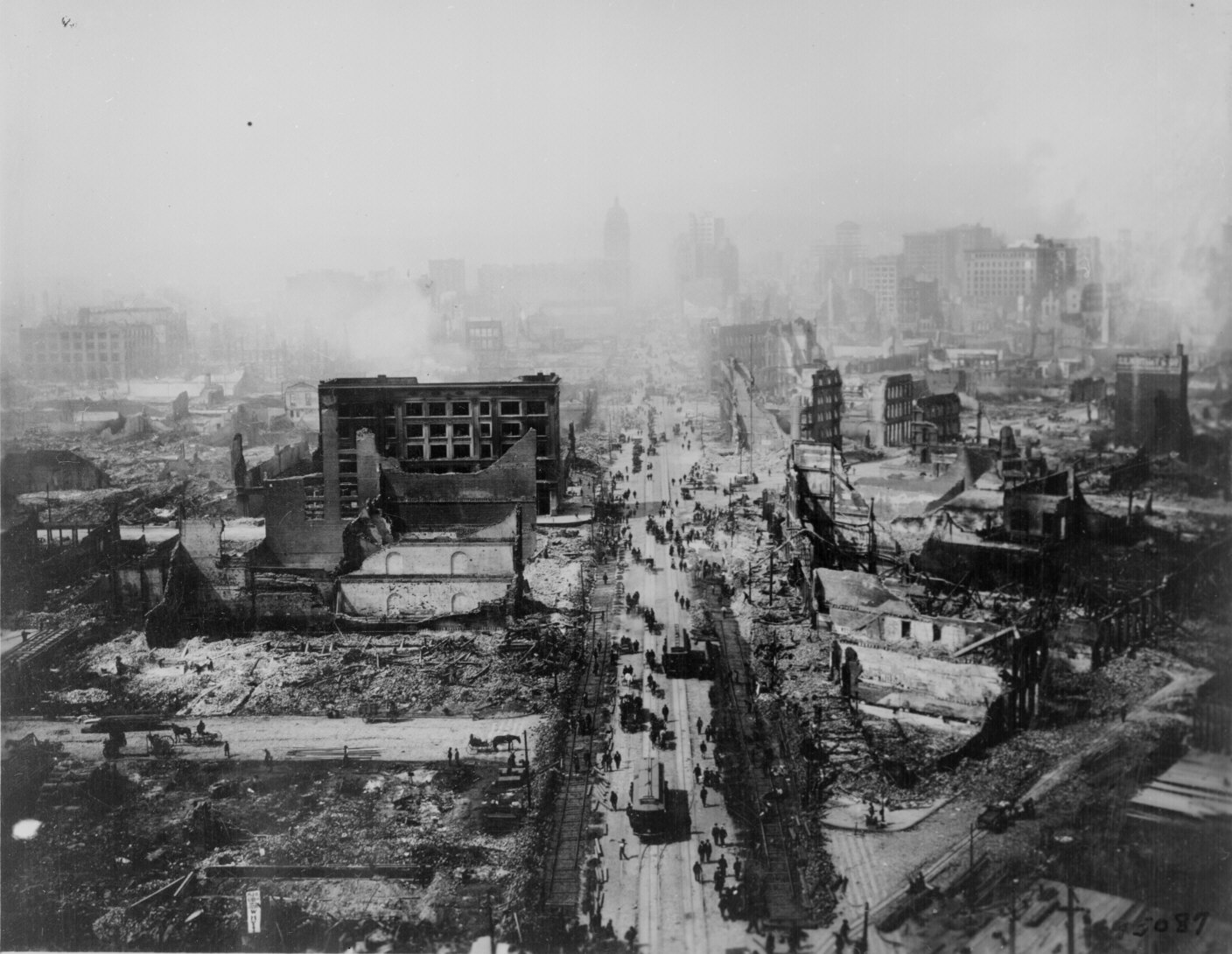
Terratrèmol de San Francisco de 1906

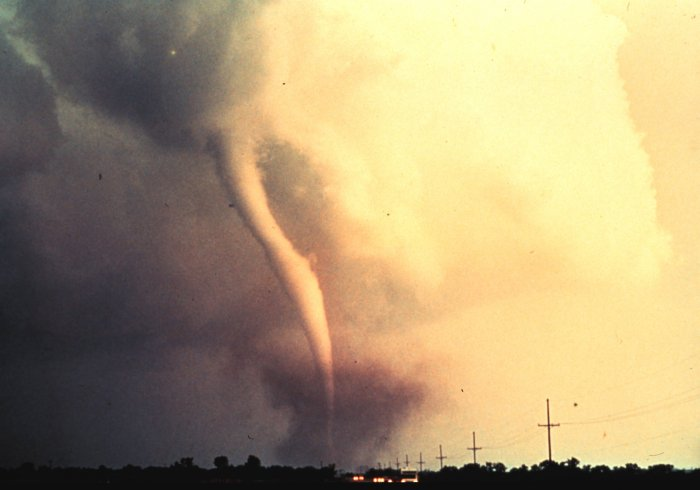
Tornado

A continuació es descriuen diversos tipus de desastres naturals:
- Allau. Una allau és un lliscament brusc de material, barreja de gel, roca, sòl i vegetació vessant avall. Les allaus poden ser de pedres o de pols. Les allaus són el major perill durant l'hivern a les muntanyes, poden recórrer quilòmetres, i provocar la destrucció total del vessant i tot el que trobi al seu pas. Algunes allaus que han provocat danys importants han estat: la del 1910 a Wellington, Washington (96 morts); la del 1954 a Blons, Àustria (57 morts); la del 1970 a la regió peruana d'Ancash, va ser provocada per un terratrèmol, el total de morts entre el terratrèmol i l'allau va superar els 74.000; la del 1999 a Galtür, Àustria (31 morts); la del 2002 a Ossètia del Nord - Alània (125 morts).

- Onada de calor. És un desastre que es caracteritza per unes temperatures elevades, extremes, persistents i inusuals. Les onades de calor necessiten combinacions especials de fenòmens atmosfèrics per tenir lloc, i poden incloure inversions de vents catabàtics, i altres fenòmens.

- Esllavissada de terra. Un esllavissament de terra és un desastre estretament relacionat amb les allaus, però en comptes d'arrossegar neu, arrosseguen materials com poden ser terra, roques, arbres o, per exemple, fragments de cases. Els esllavissaments de terra poden ser provocats per terratrèmols, erupcions volcàniques o inestabilitat a la zona circumdant.

- Esllavissada de fang. Un esllavissament de fang és el lliscament de fang a causa de la pluja caiguda sobre sòls amb un pobre o mal drenatge. Els corriments de fang són un tipus especial de corriments, el causant és l'aigua que penetra en el terreny per pluges fortes, modificant el terreny i provocant el lliscament. Les causes poden ser la desforestació, la manca de vegetació o les colades de fang originades en els pendents dels volcans anomenats lahars. Alguns esllavissaments de fang són massius i poden causar danys a grans àrees. Això passa amb certa regularitat a Califòrnia durant els períodes de pluges.

- Erupció límnica. Una erupció límnica és una sobtada alliberament de gas asfixiant o inflamable a un llac. Tres llacs tenen aquesta característica: el llac Nyos, al Camerun, el llac Mono, a Califòrnia i el llac Kivu, entre Ruanda i la República Democràtica del Congo. El 1986 una erupció límnica d'1,6 milions de tones de diòxid de carboni del llac Nyos mataren 1.800 persones en un radi de 32 quilòmetres. El 1984, una fuita de gas diòxid de carboni va tenir lloc al llac Mono, matant 37 persones que hi havia als voltants. No es té constància d'erupcions al llac Kivu, amb concentracions de metà i diòxid de carboni, però es creu que tenen lloc cada 1.000 anys.

- Erupció volcànica. Els volcans són obertures o esquerdes en l'escorça terrestre a través de la qual es pot produir la sortida de lava, gasos, o poden explotar llançant a l'aire grans blocs de terra i roques. Aquest desastre natural és produït per l'erupció d'un volcà, i aquestes es pot donar de diferents formes. Des de petites erupcions diàries com les de Kilauea, a Hawaii, o les extremadament infreqüents erupcions de supervolcans en llocs com el llac Toba. Algunes de les grans erupcions dels darrers segles són la del Saint Helens (Estats Units), del 1980, i la del Krakatau (Indonèsia) del 1883.

- Fred. Els fronts freds es mouen ràpidament. Són forts i poden causar pertorbacions atmosfèriques tals com tempestes de llamps, xàfecs, tornados, vents forts i curtes tempestes de neu abans del pas del front fred, acompanyades de condicions seques a mesura que el front avança. Depenent de l'època de l'any i de la seva localització geogràfica, els fronts freds poden venir en una successió de 5 a 7 dies. En mapes de temps, els fronts freds estan marcats amb el símbol d'una línia blava de triangles que assenyalen la direcció del seu moviment.

- Calamarsa. Una tempesta de calamarsa és un desastre natural on la tempesta produeix grans quantitats de calamarsa que danyen la zona on cauen. La calamarsa són trossos de gel, les tempestes de calamarsa són especialment devastadores en granges i camps de conreu; poden matar bestiar, arruïnar collites i fer malbé equips sensibles. Una tempesta d'aquestes característiques va descarregar sobre la zona de Múnic (Baviera, Alemanya) el 31 d'agost de 1986, destrossant arbres i causant danys per milions d'euros. El llac Roopkund, a l'estat indi de Uttarakhand, és conegut com a llac dels esquelets a causa de l'acumulació d'esquelets humans, més de 600, trobats al seu voltant, la mort d'aquelles persones va ser causada per una tempesta sobtada de calamarsa.[2]

- Fam. La fam és una situació que es dona quan un país o zona geogràfica no té prou aliments i recursos per proveir aliments a la població, elevant la taxa de mortalitat a causa de la fam i la malnutrició.

- Enfonsament de terra. Un enfonsament de terra és una depressió localitzada a la superfície terrestre produïda per l'esfondrament d'alguna estructura interna, com una cova. Succeeixen sense previ avís i afecten els edificis situats a sobre i confrontants. Un exemple és l'enfonsament que va fer desaparèixer la ciutat de Yungay (Perú) sepultant 25.000 persones el 31 de maig del 1970.

- Huracà. Un huracà és un sistema tempestuós ciclònic a baixa pressió que es forma sobre els oceans. És causat per l'evaporació de l'aigua que puja del mar convertint-se en tempesta. L'efecte de Coriolis fa que la tempesta giri, convertint-se en huracà si supera els 110 km/h. En diferents parts del món dels huracans són coneguts com a ciclons o tifons. L'huracà més destructiu va ser l'huracà Andrew, que va colpejar el sud de Florida el 1992.

- Impacte astronòmic. Els impactes astronòmics són causats per la col·lisió de grans meteors, asteroides o cometes amb la Terra, de vegades van seguits d'extincions massives. La magnitud del desastre és inversament proporcional a la freqüència amb què succeeixen, perquè els impactes petits són molt més nombrosos que els grans.

- Incendi. Un incendi és un desastre natural que destrueix prats, boscos, causant grans pèrdues en vida salvatge (animal i vegetal) i de vegades humanes. Els incendis forestals solen produir per un llamp, negligència, o fins i tot provocats i cremen milers d'hectàrees. Un exemple d'incendi forestal és l'ocorregut a Oakland Hills (Oakland, Califòrnia i alguns incendis en ciutats són el Gran Incendi de Chicago (8 d'octubre del 1871), el Gran Incendi de Londres (5 de setembre del 1666) o el Gran incendi que va succeir després del terratrèmol de San Francisco de 1906.

- Inundació. Una inundació és un desastre natural causat per l'acumulació de pluges i aigua en un lloc concret. Pot produir per pluja contínua, una fosa ràpida de grans quantitats de gel, o rius que reben un excés de precipitació i es desborden, i en menys ocasions per la destrucció d'una presa. Un riu que provoca inundacions sovint és el Huang He a la Xina, i una inundació particularment forta va ser la Gran Inundació de 1993.

- Malaltia. La malaltia es converteix en desastre quan l'agent infecciós adquireix una difusió a nivell d'epidèmia o pandèmia. La malaltia és el més perillós de tots els desastres naturals. Entre la diferents epidèmies que ha patit la humanitat estan la pesta negra, la verola i la SIDA. La grip espanyola del 1918 va ser terrible, i es calcula que va arribar a matar de 25 a 40 milions de persones. La pesta negra, ocorreguda al llarg del segle xiv, va matar al voltant de 20 milions de persones, un terç de la població europea. La vida vegetal i animal també pot ser afectada per les epidèmies i pandèmies.

- Mànega d'aigua. Una mànega d'aigua, també anomenada tromba d'aigua, tromba marina o cap de fibló, és un fenomen que ocorre en aigües tropicals en condicions de pluja. Es formen a la base de núvols tipus cúmul i s'estenen fins a la superfície del mar on recullen el rosada de l'aigua. Les mànegues d'aigua són perilloses per als vaixells, els avions i estructures terrestres. A la zona de l'anomenat Triangle de les Bermudes es produeixen sovint i se sospita de la seva relació amb la desaparició misteriosa de vaixells i avions.

- Ràfega. Les ràfegues es produeixen generalment en zones d'alta muntanya o en altes latituds, on les temperatures són bastant inferiors a 0 °C. Són molt perilloses, ja que dificulten la visibilitat i augmenten el risc de mort per les baixes temperatures que es produeixen. La sensació tèrmica durant un fenomen com aquest arriba a fer descendir les temperatures per sota dels -20 °C i la visibilitat es veu seriosament afectada.

- Sequera. Una sequera és una situació meteorològica durador consistent en condicions climatològiques seques i d'escassa o nul·la precipitació. És causada principalment per la manca de pluges. Durant aquest període, el menjar i l'aigua solen escassejar i pot aparèixer la fam. Poden durar anys i perjudiquen àrees on els residents depenen de l'agricultura per sobreviure.

- Terratrèmol. Un terratrèmol és un moviment sobtat en les plaques tectòniques de l'escorça terrestre. A la superfície, es manifesta per un moviment o sacsejada del sòl, i pot danyar greument estructures mal construïdes. Els terratrèmols més poderosos poden destruir fins i tot les construccions més ben dissenyades. A més, poden provocar desastres secundaris com erupcions volcàniques o tsunamis. Els terratrèmols són impredictibles. Són capaços de causar centenars de milers de víctimes com el terratrèmol de Tangshan de 1976, el terratrèmol de l'Oceà Índic de 2004, i el Gran terratrèmol de Valdivia de 1960, que amb 9,6 en l'escala de Richter és el més potent registrat fins al 2008.

- Tempesta. Una tempesta és un exemple de temps violent que es caracteritza per la presència de raigs, pluja o neu abundant, forts vents, calamarsa i, en certes zones, de tornados.

- Tempesta elèctrica. És una poderosa descàrrega electroestàtica natural produïda durant una tempesta elèctrica. La descàrrega elèctrica precipitada del llamp és acompanyada per l'emissió de llum, causada pel pas de corrent elèctric que ionitza les molècules d'aire. L'electricitat o el corrent elèctric que passa a través de l'atmosfera escalfa i s'expandeix ràpidament a l'aire, produint el soroll característic del tro del llampec. Generalment, els llamps són produïts per un tipus de núvols de desenvolupament vertical trucades cumulonimbes. Quan un cumulonimbe arriba a la tropopausa, el núvol adquireix una forma d'enclusa i en aquell moment es pot classificar com de tempesta, anomenant-se també al fenomen cèl·lules de tempesta; i quan comencen a girar sobre si mateixes i adquireixen prou energia se les anomena supercél·lules de tempesta, causants de tornados, pedregades fatals i raigs molt potents.

- Tempesta de pols. És un fenomen comú a les zones desèrtiques i semidesètiques. Es generen quan un vent molt fort i persistent aixeca del sòl núvols de pols i sorra, provocant una visibilitat reduïda i causant danys personals i a les infraestructures.

- Tempesta solar. Una tempesta solar és una explosió violenta en l'atmosfera del Sol amb una energia equivalent a milions de bombes d'hidrogen. Les tempestes solars tenen lloc a la corona i la cromosfera solar, escalfant el gas per desenes de milions de graus i accelerant els electrons, protons i ions pesants a velocitats properes a la llum. Produeixen radiació electromagnètica en totes les longituds d'ona de l'espectre de freqüències, des de senyals de ràdio fins als raigs gamma. Les emissions de les tempestes solars són perilloses per als satèl·lits en òrbita, missions espacials, sistemes de comunicació i la xarxa de subministrament.

- Tornado. Un tornado és un desastre natural resultat d'una tempesta. Els tornados són corrents violentes de vent que poden bufar fins a 500 quilòmetres per hora. Poden aparèixer en solitari o en brots al llarg de la línia del front tempestuós. El tornado més veloç registrat travessar Moore, Oklahoma el 3 de maig de 1999. El tornado va assolir ratxes de més de 500 quilòmetres per hora hi va ser el més potent mai registrat.

- Tsunami. Un tsunami o tsunami és una onada gegant d'aigua que arriba a la vora amb una alçada superior a 15 metres. Prové de les paraules japoneses port i onada. Els tsunamis poden ser causats per terratrèmols submarins com el Terratrèmol de l'Oceà Índic de 2004, o per esfondraments com l'ocorregut en la Badia Lituà, Alaska. El tsunami produït pel terratrèmol de l'Oceà Índic l'any 2004 va batre tots els rècords, el més mortífer de la història. Anem a veure aquests temes amb el propòsit d'analitzar aquests perills. També existeix el megatsunami, que és un tsunami que excedeix en proporcions monstruoses la mida mitjana d'aquests. El megatsunami més gran registrat per la ciència és el que es va donar a la badia de Lituà a Alaska que va superar els 500 metres d'alçada.

## Algunes catàstrofes naturals
Seguidament es recull un seguit de catàstrofes naturals històriques:
| Localització                | any             | tipus catàstrofe                | danys                                            | observacions |
| Alep, Síria                 | 1138            | Terratrèmol d'Alep de 1138      | Moren 230.000 persones                           | |
| Japó                        | 1181            | Fam Yōwa                        | 42.300 persones perden la vida                   | |
| Egipte i Síria              | 1202            | Terratrèmol de Síria de 1202    | 30.000 morts directes                            | Fins a 1,1 milions incloent els morts per fam i les epidèmies per les riuades del Nil. |
| Països Baixos               | 1219            | Diluvi de Sant Marcel           | 36.000 morts                                     | Inundacions a Frísia i Groningen |
| Països Baixos               | 1287            | Inundació de Santa Llúcia       | Almenys 50.000 persones.                         | la regió del Zuiderzee s'inunda després del col·lapse d'un dic. |
| Xina                        | 1290            | Terratrèmol de Zhili de 1290    | Almenys 100.000 persones.                        | |
| Món                         | 1347-1350       | Pandèmia - pesta bubònica       | Aproximadament 25 milions                        | Entre el 25 i el 33% de tota la població d'Europa en aquest moment, a més de milions a Àsia i Àfrica del Nord van perdre la vida. |
| Xina, Shansi                | 1556            | Terratrèmol                     | prop de 830.000 persones                         | |
| Xina                        | 1642            | Inundació                       | al voltant de 300.000 vides                      | |
| Espanya, Sevilla            | 1649            | Pandèmia                        | al voltant de 80.000 vides                       | |
| Amèrica                     | s. XVI-s. SXVII | Pandèmia                        | milions de vides                                 | Molts milions de vides d'indis americans es perderen per les diverses malalties portades d'Europa. Les estimacions en xifres són difícils d'obtenir, ja que aquestes solen estar políticament infectades. |
| Xina, província de Shaanzi  | 1556            | Terratrèmol                     | mort de 830.000 persones                         | El segon terratrèmol més mortal. Va succeir el 2 de febrer de 1556. |
| Anglaterra                  | 1665            | Pandèmia - pesta                | Més de 100.000 vides                             | La ciutat de Londres en fou fortament afectada. |
| Islàndia                    | 1707            | Pandèmia - verola               | més de 15.000 persones (un terç de la població). | |
| Japó                        | 1730            | Terratrèmol                     | vora 137.000 persones                            | |
| Índia, Calcuta              | 1737            | Tifó                            | 300.000 vides (a Calcuta)                        | Inicialment considerat un terratrèmol, però estudis científics més recents han re-classificat la catàstrofe com un tifó. |
| Portugal, Lisboa            | 1755            | Terratrèmol i Tsunami           | Més de 100.000                                   | Conegut com "el terratrèmol de Lisboa", aquest provocà un Tsunami que devastà la ciutat. |
| Índia, Bengala              | 1769            | Fam                             | Prop de deu milions de persones                  | |
| Amèrica del Nord            | 1775-82         | Pandèmia- verola                | al voltant de 130.000 vides                      | |
| Iran, Tabriz                | 1780            | Terratrèmol                     | Prop de 200.000 persones van morir               | |
| Carib                       | 1780            | Huracà                          | 22.000 persones                                  | "El Gran huracà" va colpejar el Carib a l'octubre de 1780. Encara és l'huracà més letal de l'Hemisferi Occidental de la història. Va matar unes 22.000 persones a les illes de Martinica, Sant Eustaqui i Barbados ... |
| Islàndia                    | 1783            | Erupció volcànica - Fam         | més de 30.000 vides                              | Fruit d'una erupció volcànica, que va donar lloc al major flux de basalt en la història, s'enverinaren les pastures de l'illa tot causant la mort per inanició d'un 25% de la població. |
| Indonèsia, Sumbawa          | 1815            | Erupció volcànica - Fam         | més de 90.000 vides                              | El volcà Monte Tambora, a l'illa de Sumbawa, alliberà uns 50 quilòmetres cúbics de magma afectant els 500.000 quilòmetres quadrats d'Indonèsia i el mar de Java. L'erupció i el sisme submarí que va causar provocaren la mort d'almenys 10.000 persones. La fam i la malaltia que va seguir a l'erupció varen causar la mort d'unes 82.000 vides més. |
| Japó                        | 1826            | Tsunami                         | mata prop de 27.000 persones                     | |
| Irlanda                     | 1845-48         | Fam                             | un mínim d'un milió de vides                     | |
| món occidental              | 1870            | Pandèmia - verola               | 500.000 persones                                 | |
| Xina                        | 1876 - 1879     | Sequera - Fam                   | estimació: 9 milions de persones                 | La pitjor sequera registrada a la història va ser a la Xina entre 1876 i 1879. Els rius s'havien assecat, de manera que la majoria dels cultius i el bestiar mor. No hi va haver producció d'aliments en un 1 milió de km² de superfície en 9 províncies. |
| Java i Sumatra              | 1883            | Erupció volcànica - Tsunami     | 50.000 vides                                     | El Krakatoa, un petit volcà en una illa deshabitada entre Sumatra i Java (Indonèsia), va entrar en erupció amb tal fúria que es va sentir a Austràlia (prop de 5.000 quilòmetres de distància). El tsunami que va seguir va cobrar-se prop de 50.000 vides. |
| Xina, Riu Groc              | 1887            | Inundació                       | 900.000 persones                                 | La pitjor inundació en la "història moderna" ocorregué a la Xina el 1887. El Riu Groc es va desbordar, causant la mort de prop de 900.000 persones. (Alguns informes eleven la xifra a un milió de víctimes) |
| Carib, Martinica            | 1902            | Erupció volcànica               | 30.000 persones                                  | El volcà Mont Pelé una petita colònia francesa al Carib, té un volcà "Mont Pelé", que va desencadenar la seva fúria i va arrasar amb la ciutat de Sant Pere. Només un supervivent - la foto a la dreta: un presoner en una cel del soterrani. (Hi ha una bona probabilitat que va obtenir el seu dret de vida amb Déu abans d'aquell dia havia acabat!) Però en realitat, hi havia dos que també va sobreviure. veure les seves increïbles històries al voltant de 30.000 persones van morir.                            |
| Estats Units, San Francisco | 1906            | Terratrèmol - Incendi           | 3.000 persones                                   | El més conegut- i pitjor -terratrèmol a la història dels Estats Units. S'estima que tingué una magnitud de 8,3 en l'escala de Richter, però pitjor que el tremolor en si, foren els incendis que va causar. Aquests varen estar fora de control durant tres dies. Dues terceres parts de la ciutat es va cremar, i fou totalment eliminat el districte de negocis del centre. Desenes de milers de persones van perdre les seves llars i van fugir de la ciutat, es calcula que 3.000 persones van morir.                |
| Itàlia                      | 1908            | Terratrèmol                     | 123.000 persones                                 | Un terratrèmol de 7,2 de magnitud i el sisme submarí que va donar lloc, van destruir diverses ciutats del sud d'Itàlia. |
| món                         | 1918-1919       | Pandèmia - grip                 | entre 35 milions i 75 milions de vides           | Alguns informes estimen que al voltant d'un centenar de milions, com a mínim 16 milions de persones van morir a l'Índia. Aquest és clarament el pitjor desastre en els últims mil anys. |
| Xina                        | 1920            | Sequera                         | 500.000 persones                                 | Al nord de la Xina, hi va haver una sequera que va causar 20 milions de víctimes i va prendre com a mínim 500.000 vides. |
| Xina, Gansu                 | 1920            | Terratrèmol                     | 200.000 persones                                 | Gansu és colpejada amb un terratrèmol de magnitud 8,6 en el qual hi moriren al voltant de 200.000 persones. |
| Japó                        | 1923            | Terratrèmol                     | entre 140.000 i 200.000 persones.                | Una tercera part de Tòquio és destruïda i gran part de Yokohama, en un terratrèmol de 8,3 de magnitud. |
| Xina, Nanshan               | 1927            | Terratrèmol                     | 200.000 persones                                 | Un terratrèmol de 7,9 colpeja la ciutat de Nanshan hi varen prendre la vida prop de 200.000 persones. |
| Xina                        | 1931            | Inundació                       | mínim 145.000 persones                           | Una inundació en el Riu Changjiang va prendre com a mínim a 145.000 persones, altres estimacions no confirmades eleven la xifra a més d'un milió de victimes. |
| Xina,Gansu                  | 1932            | Terratrèmol                     | unes 70.000 persones.                            | |
| Xina, riu Iang-Tsé          | 1933            | Inundació                       | pren la vida d'almenys 140.000 persones.         | |
| Xina, riu Groc              | 1935            | Inundació                       | estimació: 3,4 milions de victimes               | Un altre inundació del riu Groc: "va causar la inundació de 27 comtats i 3,4 milions de víctimes". Es desconeixen la quantitat de vides que varen ser perdudes. |
| Pakistan                    | 1935            | Terratrèmol                     | 30.000 persones                                  | Al voltant de 30.000 persones van perdre la vida en un terratrèmol de 7,5. |
| Xile                        | 1939            | Terratrèmol                     | 28.000 persones                                  | Unes 28.000 persones van morir en un terratrèmol de 8,3 a Xile. |
| Turquia, Erzican            | 1939            | Terratrèmol                     | 28.000 persones                                  | Més de 32.000 persones van perdre la vida d'un sisme de 7,9 a la Província d'Erzican. |
| Xina, província de Henan    | 1942 - 1943     | Sequera                         | més d'un milió                                   | |
| Turkmenistan (URSS)         | 1948            | Terratrèmol                     | 110.000 persones                                 | Un terratrèmol de 7,3 va llevar més de 110.000 vides. |
| Índia,Assam                 | 1950            | Terratrèmol                     | Al voltant de 30.000 persones                    | Terratrèmol de magnitud 8,6. |
| món                         | 1.957           | Pandèmia - grip asiàtica        | mínim de 100.000 persones                        | el1957 Com a mínim cent mil persones (alguns informes diuen que més d'un milió), va morir a causa de la "grip asiàtica" - prop de 70.000 només als EUA. |
| Xina                        | 1958-1961       | Fam                             | Fins a 20 milions de persones                    | |
| nord del Perú               | 1970            | Terratrèmol                     | 66.000 morts                                     | Un terratrèmol de 7,9 i esllavissades de terra resultants causaren uns 66.000 morts al nord del Perú. |
| Bangladesh                  | 1970            | Cicló tropical i inundacions    | 500.000 persones                                 | El 1970, un cicló i les inundacions resultants van matar unes 500.000 persones. Amb vents de fins a 230 km/h, el cicló es va estavellar a la zona costanera densament poblada de la Badia de Bengala. Els vents terribles produïren onades massives, que van acabar amb molts pobles sencers. Milions de persones van quedar sense llar a aquest país que és un dels més densament poblats i un dels més pobres del món.                                                                                                 |
| Xina, Tangshan              | 1976            | terratrèmol de Tangshan de 1976 | entre 255.000 i 655.000                          | El pitjor terratrèmol dels temps moderns va succeir al nord-est de la Xina el 1976, el 28 de juliol, quan un terratrèmol massiu, de 8,3 en l'escala de Richter, va sacsejar la ciutat minera industrial de Tangshan. Oficialment 255.000 persones van morir, i altres 164.000 van resultar greument ferits. No obstant això, altres estimen que al voltant de 655.000 van morir. El Noranta per cent dels edificis van ser destruïts. Varen caldre com a mínim deu anys i la inversió massiva per reconstruir la ciutat. |
| Àfrica                      | 1981 - 1984     | Sequera                         | milions (no especificats)                        | Els rius i llacs secs a causa de la sequera, aquesta va tenir un impacte increïble en vint països africans. Durant una temporada prop de 20.000 persones es morien de fam cada mes. 150 milions de persones s'enfrontaren a la fam si l'ajuda internacional arribava immediatament. Gent de tot el món va començar a respondre a aquesta crisi, no obstant per centenars de milers de persones ja era massa tard. |
| Colòmbia                    | 1985            | Erupció volcànica               | 25.000 persones                                  | El Volcà Nevado del Ruiz es va cobrar la vida d'almenys 25.000, la majoria a causa del lahar que va resultar de l'erupció volcànica. |
| Armènia                     | 1.988           | Terratrèmol                     | més de 1000.000 persones                         | Un terratrèmol de magnitud 6,9 en l'escala Richter va devastar a Armènia el 1988. En aquesta època Armènia era una república de la Unió Soviètica. La ciutat de Spitak va ser destruïda i que es va cobrar la vida de tots els seus residents. A Leninakan, la segona ciutat més gran d'Armènia, el vuitanta per cent dels edificis es van ensorrar, i més de 100.000 persones van morir allà. |
| Corea del Nord              | 1995-1998       | Inundació - Fam                 | Més de 3 milions de persones                     | |
| Àsia                        | 2004-2005       | Terratrèmol-Tsunami             | Entre 235.000 i 285.000                          | 12 Nacions d'Àsia del Sud son colpejades per un Terratrèmol de 9,0 i el tsunami resultant crea un dels pitjors desastres del món. Es fa un dany important a: Indonèsia, Índia, Sri Lanka, Tailàndia, Malàisia, Myanmar, Maldives, Somàlia, Tanzània, Seychelles, Bangladesh, i d'Andaman. |
| món                         |                 | pandèmia - paludisme            | de 2 a 5 milions anuals                          | Cada any, La malària pren de 2 a 5 milions de vides. |

## Catàstrofes naturals futures
L'organització britànica Oxfam ha predit que el nombre de persones que es veuran afectades pels desastres de procedència natural augmentarà aproximadament un 50%, arribant als 375 milions l'any 2015. D'aquestes, un 95% dels afectats seran pobres, especialment per manca de recursos d'alerta i prevenció.